# Eruzione dell'Etna del 1983
L'eruzione dell'Etna del 1983 durò 131 giorni e distrusse la funivia dell'Etna, impianti sportivi, vari ristoranti e attività commerciali oltre a lunghi tratti della strada provinciale 92 per l'Etna nel tratto tra Nicolosi e il Rifugio Sapienza. Nota anche per il primo tentativo al mondo di deviazione per mezzo di esplosivo della colata, produsse circa 100 milioni di metri cubi di materiale lavico.

## L'inizio dell'attività eruttiva
L'eruzione diede i primi segnali la mattina del 27 marzo 1983 con una violenta crisi sismica alle quote più elevate del vulcano. Nella stessa mattinata si registrarono altre scosse nei dintorni di Adrano dove furono riportati lievi danni alle costruzioni. In quel periodo non era ancora stato istituito un servizio di sorveglianza e un centro di elaborazione dei dati e fu possibile solo dare un generico allarme alla Protezione Civile ma non localizzare con certezza e in tempo reale i fenomeni sismici e controllare accuratamente l'evoluzione del fenomeno. Tra le 7 e le 8 del mattino del 28 marzo iniziò sul versante meridionale dell'Etna il fenomeno eruttivo vero e proprio mentre si registrava una netta diminuzione dell'attività sismica e un aumento dell'ampiezza del tremore vulcanico. Solo attorno alle ore 12 i ricercatori dell'Istituto di Scienze della Terra dell'Università di Catania e dell'Istituto Internazionale di Vulcanologia del C.N.R. poterono fornire un primo quadro della situazione: tra quota 2350 m e 2900 m si era aperta una frattura di circa 2 km di lunghezza a un km a Ovest della Valle del Bove con andamento NNO-SSO che da quota 2500 m in giù deviava decisamente lungo un asse N-S danneggiando irrimediabilmente il Piccolo Rifugio di quota 2500 m. Nel frattempo il magma fece la sua apparizione in superficie a soli 800 m in linea d'aria a Nord dal Rifugio Sapienza alimentando una colata lavica in direzione Sud che investì subito otto piloni e le prime stazioni di arrivo e partenza della sciovia biforcandosi a quota 2200 m: uno con un fronte largo circa 150 m si diresse verso la Casa Cantoniera, l'altro di ampiezza di circa 50 m avanzò verso il Rifugio Sapienza.
In serata l'attività cominciò a caratterizzarsi in maniera spettacolare per la formazione di numerosi conetti di scorie saldate (detti hornitos) formanti una bottoniera lunga circa 400 m da quota 2550 a 2350 che espellevano gas surriscaldati e incandescenti a forte velocità che producevano un assordante sibilo simile a quello di un aereo a reazione.
Nella stessa serata la colata tagliò per la prima volta la provinciale 92 Nicolosi-Etna distruggendo la casa cantoniera, la casermetta dei Carabinieri e lambì il Ristorante Corsaro portandosi fino a quota 1700 m ma rallentando la velocità della sua avanzata nella giornata successiva.
Il 30 marzo si assistette a una improvvisa recrudescenza dell'attività e l'Etna cominciò ad attirare l'attenzione e la presenza di famosi vulcanologi come Haroun Tazieff che definì il fenomeno «un'eruzione seria e pericolosa». Il primo aprile il fronte più avanzato raggiunse quota 1500 m presso Monte Capriolo. Nel frattempo una sbavatura laterale a quota 1910 m investì il Ristorante Corsaro incendiandolo e riversandosi fuori delle finestre. Nei giorni successivi la struttura fu sommersa e quindi divelta dalle fondamenta e trasportata per un lungo tratto per essere poi totalmente coperta dalla lava.
Ancora una volta nei giorni successivi il vulcano parve placarsi e il fronte lavico praticamente si fermò ma la notte dell'8 aprile si ebbe una nuova violenta ripresa con una nuova gran massa di lava che si affacciò a monte del Rifugio Sapienza rotolando grossi macigni incandescenti. Molti dei piccoli edifici della stazione turistica di Etna Sud furono rasi al suolo ma resistettero sia il Sapienza che la stazione di partenza della funivia. A metà aprile il braccio principale raggiunse e superò Monte Manfré attestandosi a soli 500 m da Piano Bottaro a quota 1350 m. Nella notte tra il 18 e il 19 aprile travolse il ristorante La Quercia proprio a Piano Bottaro dirigendosi verso altri due ristoranti: il Miraneve e l'Angelo Musco sito proprio nella ex villa del celebre attore catanese. Altre diramazioni distrussero boschi, coltivazioni e abitazioni di villeggiatura in Contrada Sclafani.
Dopo 23 giorni di eruzione e distruzioni si misero finalmente in moto le Autorità locali spinte dalla popolazione che chiedeva di intervenire per cercare quanto meno di limitare ulteriori danni a colture, boschi, costruzioni rurali e turistico-alberghiere. Ci furono due interrogazioni parlamentari al Presidente del Consiglio dei Ministri e alla Commissione della CEE al fine di sollecitare provvedimenti urgenti per affrontare la calamità e aiuti per i centri e le popolazioni colpite dall'eruzione.
Tra il 21 e il 22 aprile si ebbe una lieve flessione dell'attività eruttiva mentre un braccio lavico raggiunse quota 1150 m arrestandosi del tutto il 24. Nel frattempo l'intervento del Governo Italiano si limitò al semplice invio del Capo Dipartimento della Protezione Civile al fine di effettuare un rapido sopralluogo nell'area eruttiva e discutere col Ministro per il Coordinamento della Protezione Civile, il Comitato Tecnico Scientifico e vari esperti sulle eventuali modalità di intervento, frenati comunque dalla mancanza allora di alcuno strumento normativo legale per tentare qualunque esperimento e azione.
Il 24 aprile due bracci di lava aggirarono Monte Manfrè distruggendo nuovi boschi, frutteti e case e contemporaneamente la Commissione Grandi Rischi inviata dal Ministro Loris Fortuna, propose per la prima volta l'ipotesi di deviare la lava «agendo a ridosso della fenditura da cui ha origine la colata». La soluzione operativa proposta immaginava di aprire dei varchi negli argini naturali di scorrimento del flusso lavico mediante esplosivi, al fine di impoverire la portata del braccio principale rallentandone l'avanzata.
Il 25 aprile la lava distava solo 2,5 km dalle prime abitazioni di Ragalna mentre un altro braccio raggiunse quota 1200 m presso Monte Elici arrestandosi.
Il 28 aprile la Commissione Grandi Rischi approvò il piano di intervento escogitato dai tecnici: sarebbero stati aperti dei varchi, lungo l'argine naturale occidentale della colata presso le bocche, con l'impiego di cariche esplosive, costruendo preventivamente argini e canali artificiali per incanalare la lava così fuoriuscita da quelli naturali verso una valle sotto Monte Castellazzo, a quota 2150 m.
Nell'attesa che l'Uomo si muovesse contro il Vulcano, il 29 aprile la lava raggiunse e distrusse la colonia dei Padri Salesiani Auxilium a quota 1650 m. L'8 maggio la lava interruppe la strada della Milia complicando ulteriormente l'accesso alle zone sommitali. Nel frattempo si erano costruiti degli imponenti argini artificiali per proteggere la zona di Serra la Nave per impedire eventuali trabocchi della lava verso il Grande Albergo dell'Etna e l'Osservatorio Astrofisico dell'Università di Catania e a quota 1900 si continuavano a costruire dei terrapieni per proteggere il Rifugio Sapienza e la stazione della Funivia fin qui risparmiate.

## L'evoluzione dell'eruzione e l'intervento dell'uomo
Fin dall'inizio l'eruzione del 1983 si sviluppò in un modo caratteristico: con una portata relativamente bassa alternata a periodi di estrema recrudescenza e con il variare nel tempo delle pendenza dei declivi, la lava mostrò fin dall'inizio una spiccata tendenza a diramarsi a ventaglio durante la sua discesa, mentre i fronti alternavano fasi di velocità molto basse ad altre che li portavano ad avanzare rapidamente di centinaia di metri all'ora. Nei primi 20 giorni dunque la lava aveva percorso solo 4 km in linea d'aria dalle bocche ma attorno a quota 1800 m si era già allargata su un fronte di circa 1 km minacciando tutte le infrastrutture turistico-alberghiere della zona del Rifugio Sapienza, travolgendo subito la Casa Cantoniera, la casermetta dei Carabinieri, il pronto soccorso e un ristorante. Arrestatosi l'avanzamento a quota 1600 m, il 31 marzo iniziarono tutta una serie di diramazioni e trabocchi dal flusso principale che produssero tutta una serie di danni in zone che sembravano apparentemente in un primo momento destinate a essere risparmiate grazie all'orografia del terreno. Tipica di questo comportamento 'anomalo' fu la sorte del Ristorante Corsaro a quota 1900 m che fu prima solo lambito il 28 marzo, poi parzialmente invaso dalla lava il 31 e infine definitivamente travolto il 4 aprile lasciando però la netta sensazione che si sarebbe potuto facilmente salvaguardarlo se fosse stata consentita la costruzione di baluardi in terra anche di modesta elevazione. Stessa altalenante sorte per il Magazzino degli Aranci a quota 1660 m, innumerevoli volte lambito e circondato da piccole diramazioni digitali del braccio principale che scorreva a qualche centinaio di metri più a Est, e la zona dei tornanti della SP 92 progressivamente invasa con moti quasi ondosi senza mai trovarsi sulla direttrice principale della colata.
In questo clima montò progressivamente la volontà e la consapevolezza di poter combattere e sconfiggere le intemperanze distruttive del vulcano, senza però trascurare il fatto che il vulcano eruttava ogni giorno un volume di lava di 1.000.000 di m³ a oltre 1000 °C di temperatura che, deviata, rallentata, arginata o arrestata si doveva pure prevedere dovesse essere accumulata da qualche parte evitando il più possibile minacce e danni ad alcuno.
Le difficoltà di un qualunque intervento non erano solo tecniche ma anche di natura giuridica, innescando innumerevoli problemi di responsabilità civile e penale per i prevedibili danni che si sarebbero potuti arrecare a beni pubblici e privati una volta che si fosse intervenuti artificialmente sulla colata. Fu per motivi simili che non fu, per esempio, consentito l'innalzamento di argini efficaci a protezione del Corsaro, de La Quercia o, a quota compresa tra 1850 e 1750 m, per rallentare l'espansione verso Monte Vetore.
Il 19 aprile, su richiesta del Prefetto di Catania, vari tecnici ed esperti con un nuovo studio rilanciarono la possibilità di utilizzare esplosivi e argini per deviare e reincanalare il flusso lavico. Sul Corriere della Sera il professor Villari, direttore dell'INGV, richiamò però l'attenzione delle Autorità sulla questione tecnica e giuridica, mettendole in guardia dall'improvvisazione, e denunciando l'immaturità nel fronteggiare situazioni del genere pur in una terra interessata continuamente da terremoti, eruzioni e altre calamità naturali. Infine sollecitò una «presa di coscienza della imprescindibile esigenza, in un Paese in cui i fenomeni vulcanici sono così ricorrenti, di porre adeguato impegno nella predisposizione di tutti quegli strumenti, siano scientifici, tecnici o normativi, per fronteggiare adeguatamente situazioni che potrebbero essere ben più gravi di quanto oggi accade sul vulcano siciliano». Il vulcanologo Tazieff dichiarò che deviare una colata «costa caro e non serve a niente».
Il clima era estremamente contraddittorio e fortemente influenzato dai timori e a volte dall'isteria delle popolazioni del vulcano che, però, solo l'epilogo dell'eruzione avrebbe dimostrato infondati. Se da un lato scienziati attivi da anni nello studio del vulcano del calibro di Cristofolini, Romano, Cucuzza, Silvestri, Sbacchi, convocati a Roma presso il Ministero dell'Interno e per il Coordinamento della Protezione Civile, mitigarono la situazione allarmistica specialmente riguardo alle reali minacce ai centri abitati, dall'altro le saltuarie recrudescenze dell'attività continuavano a spaventare le Autorità locali tanto che bastò che alcuni membri del Consiglio Nazionale dell'Ordine dei Geologi, non esperti del territorio, piombati a Catania per un fugace sopralluogo in elicottero, sentenziassero la necessità di predisporre urgentemente nuovi sbarramenti dei fronti lavici, per riaccendere le ansie mai sopite riguardo alla sorte di comuni come Ragalna che, in realtà, non correvano ancora alcun pericolo neanche sul lungo periodo: i bracci in zona Monte San Leo erano da giorni praticamente fermi.
Le richieste di intervento al Comitato di Consulenza Tecnico-Scientifica per il Vulcano Etna (CCTSVE) si fecero alla fine così tumultuose che si parlò seriamente di progettare un intervento con esplosivi da posizionare sul fianco orientale della colata per deviarne il flusso a monte. Il piano secondario prevedeva di realizzare dei poderosi baluardi in terra per rallentare e deviare le colate che avessero eventualmente minacciato i paesi a valle. La mancanza di coordinamento tra i vari enti però continuò ad alimentare iniziative separate che, ignorando le proposte già studiate, ne proponevano altre, come fece la Protezione Civile chiedendo la partecipazione anche dei vulcanologi francesi e l'intervento del Genio militare dell'Esercito Italiano che espresse parere negativo sulla possibilità di intervenire con l'uso di esplosivi. Ancora una volta si arrivò alla conclusione che, come affermato anche dal CCTSVE, non ci fosse comunque alcun rischio per i centri abitati e che, al massimo, si potesse tentare un'opera di contenimento a quota 2200 m per salvaguardare quanto rimasto della stazione turistica attorno alla funivia e la realizzazione di sbarramenti più in basso per limitare l'espandersi della colata verso Ovest. Ecologisti e naturalisti rimasero invece contrari a ogni idea di intervento.
Si cercò dunque di arrivare a un compromesso e il 24 aprile, durante una ricognizione congiunta dei vari consulenti alle bocche eruttive, fu richiesto anche il parere di un esperto svedese di lavori con esplosivi, Lennart Abersten e dell'esperto italiano Gianni Ripamonti. La ricognizione indicò che la deviazione era tecnicamente realizzabile ma i pareri sulla opportunità di eseguirla restavano discordi. Il 28 aprile si produsse quindi una proposta unitaria da sottoporre al Consiglio dei Ministri che prevedeva, ribadita la sussistente assenza di emergenza per i centri abitati, di sperimentare l'apertura di una breccia nell'argine naturale a Ovest della colata a quota 2210 m e la costruzione di argini tra quota 1820 e 1740 s.l.m. a Nord di Monte Vetore predisponendo opere di canalizzazione a valle della breccia per dirigere il braccio deviato.
Il problema maggiore con il quale i tecnici si misurarono fu quello di mantenere a bassa temperatura le cariche di esplosivo che avrebbero aperto la breccia nell'argine. I primi esperimenti in condizioni controllate presso l'INGV non furono confortanti. In ogni caso il 30 aprile il Consiglio dei Ministri stanziò 7 miliardi di lire per finanziare l'operazione mentre la lava continuava ad avanzare nella zona del Vallone Parmintelli, a 2,4 km da Ragalna, ma senza rendersi realmente pericolosa vista la complessa situazione orografica e gli ostacoli naturali che si trovavano lungo la naturale prosecuzione del braccio lavico verso il paese.
Raccolto un cospicuo numero dei più svariati mezzi di frantumazione, movimento e trasporto terra, fotoelettriche, autobotti e quant'altro necessario, tra l'1 e il 2 maggio si dette il via ai cantieri per erigere gli argini e scavare i canali.
Intanto la colata tra l'8 e il 10 maggio raggiunse il punto più avanzato a quota 1070 m tagliando la strada tra San Leo e Adrano, fondamentale per il collegamento con la zona dei cantieri, continuando a devastare frutteti e terreni rurali.
Ma la novità più notevole dal punto di vista vulcanologico fu l'attivazione, tra i 2000 e i 1800 m di quota, di un sistema di bocche effimere: nella crosta già solidificata della lava precedentemente raffreddatasi si aprirono degli squarci dai quali traboccava la lava che inaspettatamente aveva continuato a scorrere sotto la superficie, alimentando vari rami distribuiti a ventaglio ma scarsamente alimentati e che comunque toglievano energia al fronte più avanzato, rendendo di fatto inutile per alcuni esperti l'opera che si stava compiendo ai cantieri presso le bocche eruttive.
Nonostante nuove polemiche da varie parti sull'opportunità o meno dell'intervento in quota con gli esplosivi, il Ministero decise di andare avanti comunque, pur tra continui rinvii.

### L'intervento di deviazione
Nel tratto di circa 15 metri scelto per aprire la breccia, si procedette in un primo tempo alla riduzione dello spessore originario dell'argine naturale da 6 a 3 metri mediante l'utilizzo di mezzi meccanici. Si praticarono quindi dei fori di saggio per la misurazione delle temperature: in prossimita della lava in scorrimento si rilevarono quasi 900 °C, mentre si manteneva abbondantemente attorno ai 500 °C entro un metro di spessore. L'intervento prevedeva di praticare una cinquantina di fornelli da mina del diametro di 8 cm, a distanza di circa un metro l'uno dall'altro, disposti su quattro file e di profondità variabile secondo il profilo dell'argine. I fori inferiori dovevano prolungarsi sotto l'alveo di scorrimento per circa 6 m. Una trincea profonda un paio di metri, scavata all'esterno, avrebbe dovuto raccogliere la lava traboccata dalla breccia. Per mantenere le cariche esplosive a temperatura di sicurezza si pensò di fare circolare acqua all'interno dei fornelli e poi sparare le cariche negli stessi con aria compressa solo al momento dell'esplosione.
I continui rinvii dettero luogo a un fatto imprevisto se pur prevedibile: l'opera di assottigliamento dell'argine aveva in una settimana provocato il raffreddamento abbondantemente sotto i 900 °C della relativa porzione del flusso di scorrimento, aumentando in quel tratto la viscosità della lava, cagionando il restringimento dell'alveo e diminuendo quindi gradualmente la sezione utile per il flusso stesso. Il 12 maggio si ebbe di conseguenza un primo trabocco di lava che invase parzialmente il cantiere. I lavori di perforazione dovettero arrestarsi, lo scavo della trincea rallentò e la parte di argine di circa 5 m dove erano già stati praticati i fori per l'esplosivo fu ricoperta da lava solidificata. Nel frattempo la lava cominciava a ingrottarsi. Il 13 maggio ci fu un altro trabocco ma si decise di proseguire. Alle 4 del mattino del 14 maggio brillarono le cariche, «l'argine crolla e la colata, lentissimamente, comincia a spaccarsi in due. È fatta».
In realtà il trabocco era rappresentato da un modesto rivolo incandescente mentre nel canale naturale l'esplosione aveva prodotto una grande massa di detriti strappati dall'argine che occlusero parzialmente il flusso della lava, cagionando nella zona del Rifugio Sapienza nuove situazioni di pericolo a causa dell'alta probabilità di tracimazione. Il 16 maggio la breccia nell'argine si richiuse e la lava del braccio creato artificialmente si fermò dopo aver percorso appena 500 m, mentre diversi trabocchi a valle interessavano modestamente la barriera creata a Ovest su Monte Vetore ma anche la zona a Est in direzione del Rifugio Sapienza. Cominciò di fatto tra il 10 e il 15 giugno uno stillicidio di interventi volti a tamponare le situazioni di emergenza in occasione di ogni trabocco che si verificava sui due fianchi della colata che consistevano nell'innalzare una serie di argini man mano che questi si manifestavano.

## Conclusione dell'evento eruttivo
Frattanto diminuiva gradualmente la portata alle bocche e a metà giugno i fronti eruttivi ancora attivi erano fermi a quota 1600 m scorrendo di fatto sopra le precedenti colate in raffreddamento e senza fare ulteriori danni. Il 22 luglio il Comitato Scientifico per gli interventi sull'Etna dichiarò che non erano necessari altri tentativi di intervento. Il 6 agosto l'evento eruttivo poteva dirsi finalmente concluso.

### Annotazioni
1. ↑  Termine spagnolo che significa piccoli forni
2. ↑  Cosiddetti perché allineati a richiamare l'immagine dei bottoni lungo un vestito
3. ↑  È il fenomeno del cosiddetto ingrottamento lavico

### Fonti
1. ↑  Nel territorio di Ragalna, all'epoca frazione di Paternò
2. ↑   Lisetta Giacomelli e Roberto Scandone, Vulcani d'Italia, Liguori, 2007,  p. 345, ISBN 978-88-207-4064-1.
3. 1 2  Cristofolini, Imposa, Patanè, 1984, p. 23.
4. 1 2  Cristofolini, Imposa, Patanè, 1984, p. 26.
5. ↑  La Sicilia, Catania, 31 marzo 1983
6. ↑  Cristofolini, Imposa, Patanè, 1984, p. 27.
7. ↑  Cristofolini, Imposa, Patanè, 1984, p. 28.
8. ↑  Cristofolini, Imposa, Patanè, 1984, p. 29.
9. 1 2  Cristofolini, Imposa, Patanè, 1984, p. 32.
10. ↑  La Sicilia, Catania, 25 aprile 1983
11. ↑  Cristofolini, Imposa, Patanè, 1984, p. 33.
12. ↑  Cristofolini, Imposa, Patanè, 1984, pp. 33-34.
13. ↑  Cristofolini, Imposa, Patanè, 1984, p. 45.
14. ↑  Cristofolini, Imposa, Patanè, 1984, pp. 45-46.
15. 1 2  Cristofolini, Imposa, Patanè, 1984, p. 46.
16. ↑  Corriere della Sera, Milano, 19 aprile 1983
17. ↑  Espresso Sera, Catania, 18 aprile 1983
18. ↑  Cristofolini, Imposa, Patanè, 1984, p. 48.
19. ↑  Cristofolini, Imposa, Patanè, 1984, pp. 48-49.
20. ↑  Cristofolini, Imposa, Patanè, 1984, p. 50.
21. ↑  Cristofolini, Imposa, Patanè, 1984, p. 51.
22. ↑  Cristofolini, Imposa, Patanè, 1984, p. 52.
23. 1 2  Cristofolini, Imposa, Patanè, 1984, p. 53.
24. ↑  Cristofolini, Imposa, Patanè, 1984, p. 55.
25. ↑  Cristofolini, Imposa, Patanè, 1984, pp. 56-57.
26. ↑  Cristofolini, Imposa, Patanè, 1984, pp. 57-58.
27. ↑  M. Nania, La Sicilia, Catania, 15 maggio 1983
28. ↑  Cristofolini, Imposa, Patanè, 1984, p. 60.
29. ↑  Cristofolini, Imposa, Patanè, 1984, p. 61.
30. ↑  Cristofolini, Imposa, Patanè, 1984, p. 64.